# Luke (Pale)
Pour les articles homonymes, voir Luke.
Luke (en serbe cyrillique : Луке) est un village de Bosnie-Herzégovine. Il est situé sur le territoire de la ville d'Istočno Sarajevo, dans la municipalité de Pale et dans la république serbe de Bosnie. Selon les premiers résultats du recensement bosnien de 2013, il compte 14 habitants.

## Géographie
Le mont Trebević est situé sur le territoire du village.

## Démographie

### Évolution historique de la population dans la localité
| 1948 | 1953 | 1961 | 1971 | 1981 | 1991 | 2013 |
| ---- | ---- | ---- | ---- | ---- | ---- | ---- |
| -    | -    | 150  | 60   | 37   | 20   | 14   |

|  |

### Répartition de la population par nationalités (1991)
En 1991, les 20 habitants du village étaient tous serbes.